# Volker Türk

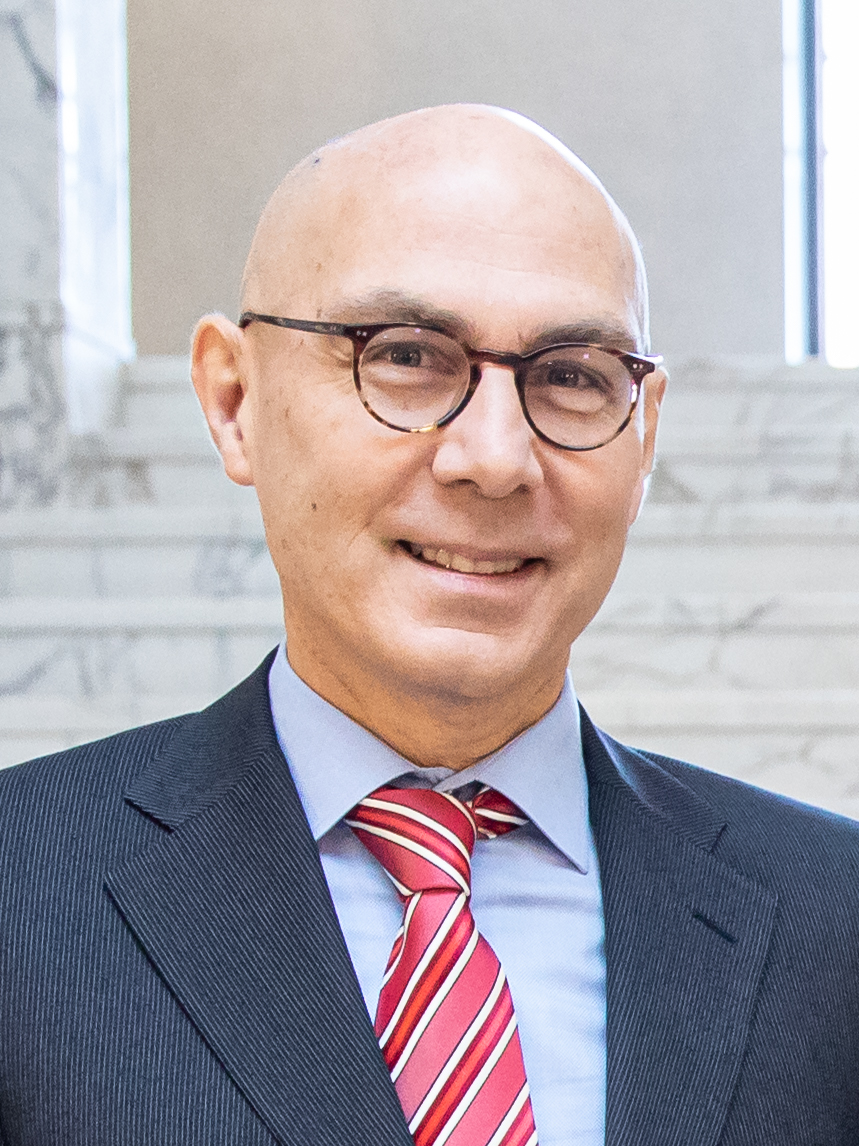
Volker Türk (2022)

Volker Türk (* 27. August 1965 in Linz) ist ein österreichischer Jurist und UN-Mitarbeiter. Am 8. September 2022 wurde er zum Hohen Kommissar der Vereinten Nationen für Menschenrechte ernannt. 

## Ausbildung
Türk besuchte das Linzer Khevenhüller-Gymnasium und studierte Rechtswissenschaften an der Universität Linz. Seine Dissertation an der Universität Wien war dem UN-Flüchtlingshochkommissariat und dessen Mandat gewidmet und wurde 1992 veröffentlicht (Duncker & Humblot, Berlin).

## Karriere
Im Jahr 1991 wurde er bei den Vereinten Nationen Junior Professional Officer und hatte einen befristeten und vom österreichischen Außenministerium finanzierten Einsatz in Kuwait. Anschließend hatte er unterschiedliche Posten beim UNO-Flüchtlingshochkommissariat (UNHCR) in verschiedenen Regionen der Welt, unter anderem in Malaysia, im Kosovo, in Bosnien-Herzegowina und der Demokratischen Republik Kongo inne. Später wurde er zum Direktor für internationalen Rechtsschutz am Sitz des UNHCR in Genf. Im Februar 2015 ernannte man ihn zum stellvertretenden UNO-Flüchtlingshochkommissar und damit war er höchster UNO-Beamter Österreichs.
Am 18. April 2019 wurde er von UN-Generalsekretär António Guterres als Nachfolger von Fabrizio Hochschild Drummond zum Beigeordneten Generalsekretär für strategische Koordination im UN-Sekretariat ernannt. Am 8. September 2022 wurde er zum Hohen Kommissar der Vereinten Nationen für Menschenrechte ernannt. Türk trat sein neues Amt am 17. Oktober 2022 an.

## Kritik
Türk hat immer wieder betont, dass alle beteiligten Kriegsparteien im Gazastreifen – israelische Streitkräfte und bewaffnete palästinensische Gruppen, einschließlich der Hamas – nach humanitärem Völkerrecht zur Rechenschaft gezogen werden müssen. Er hat Israels Vorgehen im Gazastreifen als Missachtung der Menschenrechte verurteilt und gleichzeitig die wahllosen Raketenangriffe der Hamas angeprangert, die „einem Kriegsverbrechen gleichkommen“ würden. Er warnt, dass die Untergrabung globaler Rechtsinstitutionen die Rechtsstaatlichkeit gefährden würde.
Laut einer Interviewfrage in Der Spiegel wurden Türk vom ehemaligen israelischen Botschafter bei der UN Gilad Erdan „unmoralische Vergleiche“ zwischen der Hamas und Israel vorgeworfen. Türk stellte klar: „Solche Vergleiche habe ich nie gemacht. Mir geht es um die Einhaltung der Menschenrechte für alle.“

## Auszeichnungen
Im Mai 2016 wurde er mit dem Menschenrechtspreis der Universität Graz ausgezeichnet.

## Veröffentlichungen
- Erika Feller, Volker Türk, Frances Nicholson (Hrsg.): Refugee Protection in International Law. Cambridge University Press, Cambridge 2003, ISBN 0-521-53281-7.